# Angel Dust
Angel Dust är det fjärde officiella studioalbumet av Faith No More, och det andra albumet med sångaren Mike Patton. Som högst nådde albumet plats 10 på den amerikanska Billboard-listan, och andra plats på albumlistan i Storbritannien. Låten Midlife Crisis blev albumets största hit, och nådde plats nummer två på amerikanska singellistan.
Skivan släpptes den 16 juni 1992 och innehöll först bara 13 låtar, men utökades senare med en cover på The Commodores "Easy".

## Låtlista
1. Land Of Sunshine
2. Caffeine
3. Midlife Crisis
4. RV
5. Smaller And Smaller
6. Everything's Ruined
7. Malpractice
8. Kindergarten
9. Be Aggressive
10. A Small Victory
11. Crack Hitler
12. Jizzlobber
13. Midnight Cowboy
14. Easy